# Denis Pimankov
Denis Sergejevitsj Pimankov (Russisch: Денис Сергеевич Пиманков) (Omsk, 4 februari 1975) is een Russische zwemmer en behoorde aan het eind van de jaren negentig van de 20e eeuw en het begin van de 21e eeuw tot de mondiale (sub)top op de vrije slag. De 1 meter 91 lange Pimankov werd getraind door Valeri Bachin.

## Internationale erelijst

### 1997
Europese kampioenschappen langebaan (50 meter) in Sevilla:
Vijfde op 50 meter vrije slag 22,80
Eerste op de 4x100 meter vrije slag 3.16,85

### 1998
Wereldkampioenschappen langebaan (50 meter) in Perth:
Tiende op de 50 meter vrije slag 22,67
Tiende op de 100 meter vrije slag 50,18
Derde op de 4x100 meter vrije slag 3.18,45

### 1999
Wereldkampioenschappen kortebaan (25 meter) in Hongkong:
Negende op de 50 meter vrije slag 22,26
Zevende op de 100 meter vrije slag 48,55
Europese kampioenschappen langebaan (50 meter) in Istanboel:
Vijfde op de 100 meter vrije slag 49,82
Tweede op de 4x100 meter vrije slag 3.19,49
Europese kampioenschappen kortebaan (25 meter) in Lissabon:
Achtste op de 100 meter vrije slag 49,28

### 2000
Wereldkampioenschappen kortebaan (25 meter) in Athene:
Zesde op de 100 meter vrije slag 48,57
Europese kampioenschappen langebaan (50 meter) in Helsinki:
Vierde op de 100 meter vrije slag 49,64
Eerste op de 4x100 meter vrije slag 3.18,75
Olympische Spelen (langebaan) in Sydney:
Zestiende op de 50 meter vrije slag 22,89
Zevende op de 100 meter vrije slag 49,36
Europese kampioenschappen kortebaan (25 meter) in Valencia:
Tweede op de 100 meter vrije slag 47,69

### 2002
Wereldkampioenschappen kortebaan (25 meter) in Moskou:
Vijfde op de 100 meter vrije slag 47,85
Derde op de 4x100 meter vrije slag 3.11,24
Derde op de 4x100 meter wisselslag 3.30,21
Europese kampioenschappen kortebaan (25 meter) in Riesa:
Vijfde op de 100 meter vrije slag 48,50

### 2003
Wereldkampioenschappen langebaan (50 meter) in Barcelona:
Veertiende op de 50 meter vrije slag 22,64
Eerste op de 4x100 meter vrije slag 3.14,06
Europese kampioenschappen kortebaan (25 meter) in Dublin:
Zesde op de 100 meter vrije slag 48,07

### 2004
Europese kampioenschappen langebaan (50 meter) in Madrid:
Tweede op de 4x100 meter vrije slag 3.17,00
Olympische Spelen (langebaan) in Athene:
Vierde op de 4x100 meter vrije slag 3.15,75